# Lövsta skola

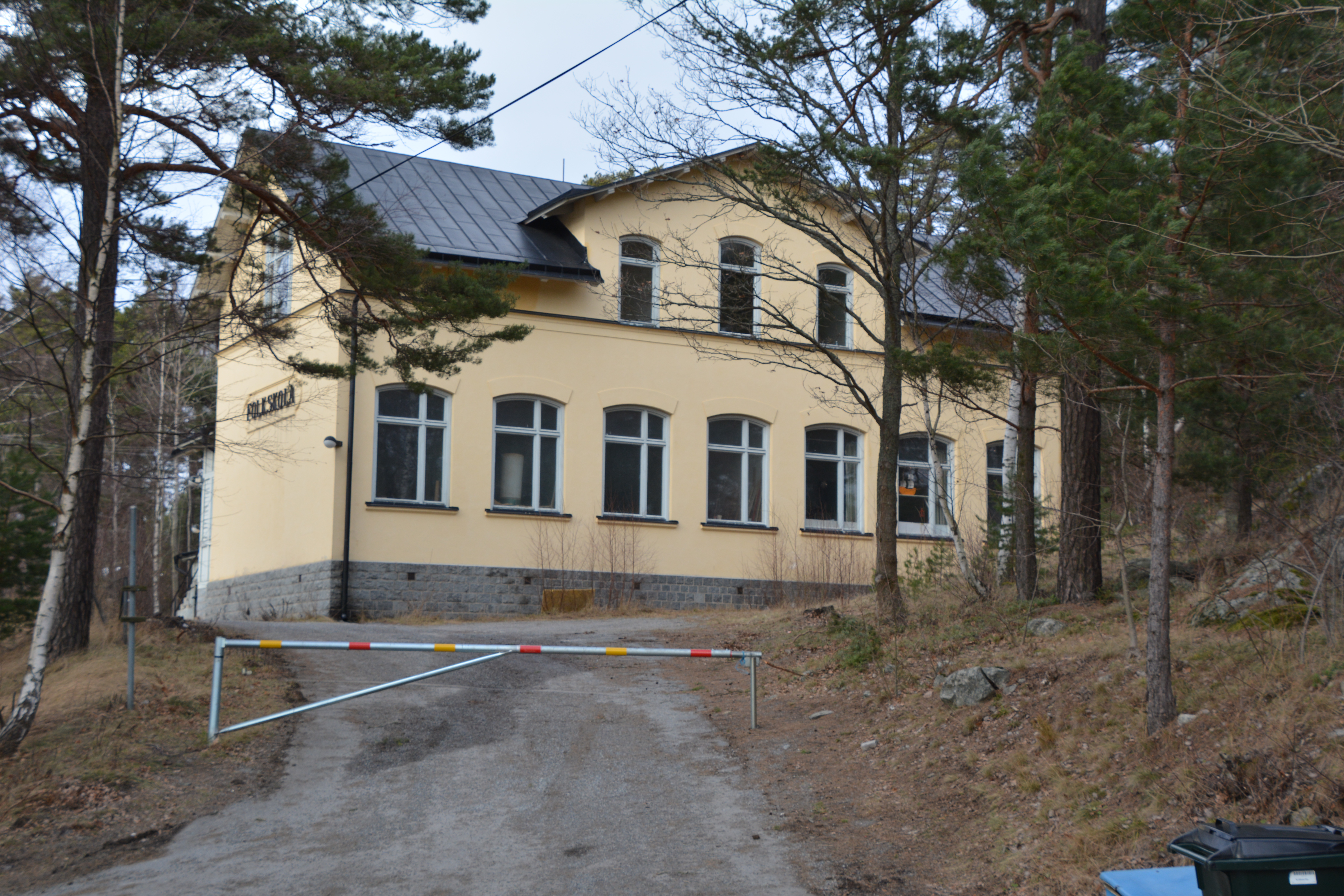
Lövsta skola, 2015.

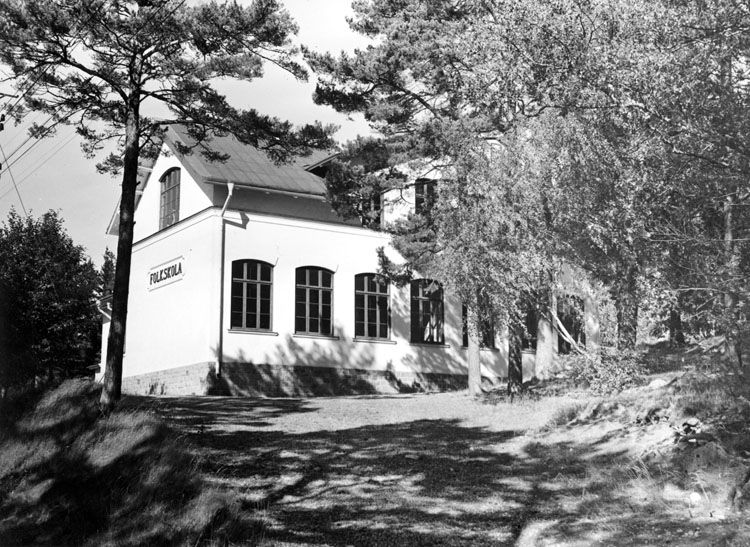
Lövsta Folkskola, 1942.

Lövsta skola var en skola i Kyrkhamn i stadsdelen Hässelby i nordvästra Stockholm i Stockholms kommun. Skolan, som var i bruk under 76 års tid, startade 1863 och lades ned 1939. Då det nya skolhuset i Lövsta byggdes 1903 tillhörde det Järfälla kommun. Lövsta överfördes 1975 till Stockholms kommun.

## Historia
Barnen som var bosatta i Lövsta gick under slutet av 1800-talet i Aspnäs skola, nuvarande Aspnässkolan, i Jakobsberg i Järfälla kommun. Det framkom i kommunalstämmans protokoll år 1863 att det var svårigheter för barnen i Lövsta att gå i Aspnäs skola. Efter klagomålen beslutades det därför att anordna skola i Lövsta för att hjälpa barnen där. Man skulle åtminstone pröva detta under en och en halv månad och barnen ålades samtidigt att åtminstone någon dag i veckan besöka skolan i Aspnäs. Det var inte under någon längre tid som man fortsatte med denna undervisning.

## Undervisning i Lövsta bedrevs från 1879
Redan 1879 bedrev man undervisning i Lövsta, i en hyrd lokal. Det var en ambulerande skola som flyttade mellan Lövsta och Görväln med fyra månader på vardera platsen.
År 1885 inköpte Stockholms stad Lövsta för att anlägga ett renhållningsverk, Lövsta sopstation. Därefter uppfördes på 1890-talet arbetarbostäderna vid Kyrkhamn, som var knutna till verket. Därmed ökade behovet av skola. Medan man avvaktade på att denna skola skulle förläggas vid Fjällen inrättade man en flyttande (ambulerande) mindre skola på två stationer. Dessa två stationer var Görväln och Lövsta, såsom ovan nämnts. Lövsta tillhörde fram till 1978 Järfälla kommun. Ena terminen fick Lövstabarnen undervisning och nästa termin fick Görvälnsbarnen undervisning. Den ambulerande skolan började hösten 1879 i Lövsta och under vårterminen 1880 kom skolan till Görväln. Den mindre folkskolan, som den kallades från och med 1882, uppehöll denna flyttande mindre skola till och med vårterminen 1884. Det var bara under vårterminerna som den var förlagd till Görväln. Den flyttande (ambulerande) mindre skola ersattes från höstterminen 1884 av två fasta mindre skolor. Den ena av dem placerades vid Görväln och höll till i det så kallade Värdshuset och den andra skolan placerades i Lövsta, genom att ännu en lärarinna anställdes vid Lövsta. 
Undervisning vid Lövsta började således åter att bedrivas år 1879 i den hyrda lokalen. Denna skola flyttade mellan Lövsta skola och Görvälns skola ambulerande med fyra månader på vardera platsen. Denna flyttande skola pågick till och med vårterminen 1884. Under ett år hade man sedan en provisorisk skola i Lövsta. Från och med hösten 1884 skapades en fast mindre folkskola i Lövsta som pågick till hösten 1885. Därefter fick barnen i Lövsta gå till den nya skolan i Långbacka i Järfälla. Långbacka-Veddesta skola byggdes år 1885 och hette de Långbackaskolan, men 1887 ändrades skolans namn till Veddesta skola. Skolan byggdes från början för ett 50-tal barn från gårdarna Veddesta, Skälby, Fjällen, Riddersvik och Lövsta. Men Långbackaskolan blev för liten och 1889 fick Lövstabarnen åter en egen skola, som inrymdes i Marketenteriet vid Kyrkhamn. Några rum i Lövsta sopstations marketenteri uppläts till provisorisk småskola. Samtidigt började man bygga på en mer permanent lösning. Fram till 1903 pågick undervisningen vid Marketenteriet.  Kyrkhamn är en del av friluftsområdet Lövsta–Kyrkhamn–Riddersvik i västra Hässelby, och det gränsar i norr till Görvälns naturreservat i Järfälla. Kyrkhamns område inom Stockholms kommun är det område som ligger längst bort från Stockholms centrum.

## Lövstaskolan byggdes 1903

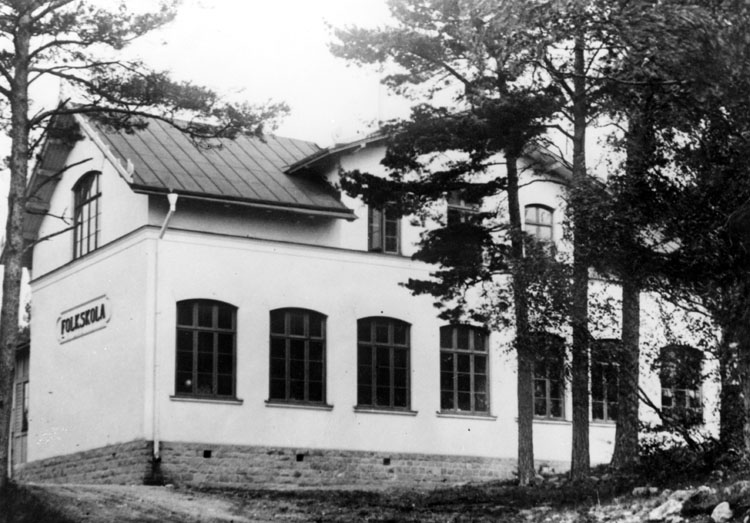
Lövsta Folkskola uppfördes 1903 och användes som folkskola till 1938. Skolhuset blev senare Spånga ungdomsgård. Foto 1952.

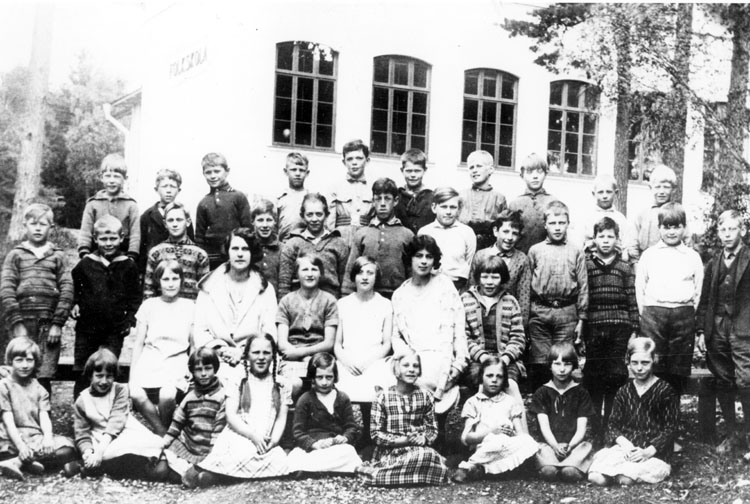
Lövstaskolan i dåvarande Järfälla kommun. Klasskort från 1928-1930.

År 1903 uppfördes ett helt nytt skolhus i Lövsta och den nya skolan blev färdig samma år, 1903. Skolan fick namnet Lövsta Folkskola, men kallades även Kyrkhamns skola. Vid första skolstarten uppgick elevantalet till 128 barn fördelade på sex årskurser. Från och med vårterminen 1908 undervisades i slöjd för pojkar, eller manlig slöjd. Detta ämne hade man inte undervisat i tidigare och Lövsta skola var den första skolan i socknen där man tog upp detta ämne.
Barnantalet i Lövsta skola sjönk undan för undan. Anledningen till detta var att många arbetare vid Lövsta flyttat till Hässelby, där ett villaområde hade öppnats.

## Lövsta skola drogs in 1938
Från och med läsåret 1938 drogs skolan in och barnen skjutsades till Barkarby skola. Lövsta skola användes från 1944 som ungdomsgård av Spånga ungdomsråd för Spångas och Hässelbys ungdomar. I byggnaden drog man in vatten och elektricitet. En vaktmästare bodde i en separat bostad. Ungdomsgården, som kallades Spångagården, hade i bottenvåningen ett rum som användes som samlingsrum. Det andra rummet på bottenvåningen användes som sovrum för pojkar. En trappa upp på övre våningen inredde man som gillestuga och där hade flickorna sitt sovrum.

## Lövsta skola var Järfällas tredje skola

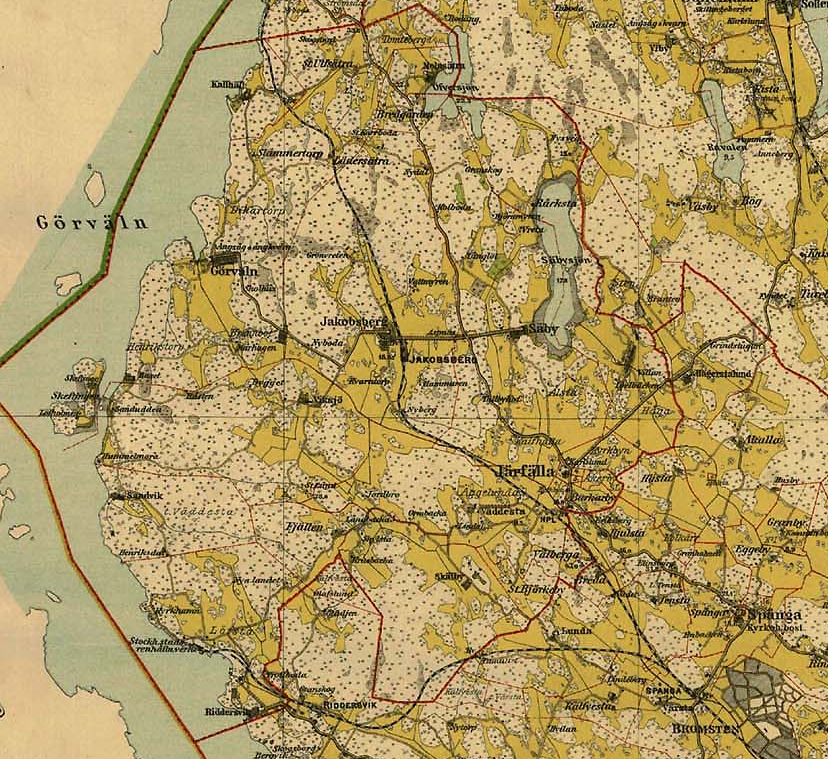
Järfällakartan från 1901 visar att utefter Mälarens strand ligger Görväln i norra delen av Järfälla och Lövsta och Riddersvik ligger alldeles vid gränsen till Stockholm i södra delen av Järfälla.

Den första skolan som inrättades i Järfälla socken var Spånga-Järfälla skola, som startade 1810. Det var en gemensam skolorganisation för Spånga och Järfälla och den varade till år 1845. Året därefter, 1846, fick Järfälla sin första egna skola och skolgemenskapen med Spånga upplöstes. Det var Aspnäs skola - Jakobsbergs skola, nuvarande Aspnässkolan belägen vid Aspnäs vägskäl i Jakobsberg. Lövsta skola, som startade år 1863 blev därmed Järfällas tredje skola i Järfällas skolhistoria. Hösten 1878 inrättades en flyttande mindre skola som kom till Görväln under vårterminen 1879 och till Lövsta skola under hösten 1879. Lövsta skola som inrättades från 1879 var för barn både från Görväln och Lövsta. Denna undervisningsform pågick till hösten 1884, då Görväln åter fick en egen skola i det så kallade Värdshuset.
Den nya skolan vid Görväln, Görvälns skola, som blev den fjärde skolan i Järfälla, fungerade som skola i 61 år, åren 1870-1939. Skolan byggdes 1896 och skolbyggnaden låg strax sydost om herrgårdsanläggningen vid Görvälns slott vid Snutenvägen 11 norr om gränsen vid nuvarande Görvälns griftegård. Skolbyggnaden Görvälns skola finns fortfarande kvar. Från och med läsåret 1939 lades Görvälns skola ned och skolbarnen i Görväln skjutsades ner till Jakobsbergs skola, Aspnässkolan. Därefter inrättades skola vid Långbacka (Långbacka skola eller Veddesta skola) 1885 för barnen från gårdarna i Veddesta, Skälby, Fjällen, Riddersvik och Lövsta.
Efter Görvälns skola, som startade 1870 vid Görvälns slott, startade år 1885 Långbacka-Veddesta skola i Långbacka nära Veddesta och den skolan blev den femte skolan i Järfälla. Den sjätte skolan i Järfälla blev sedan Kallhälls skola, eller Bolinders skola, i Kallhäll och den startade år 1909. Långbacka skola låg bredvid den gamla häradsvägen sydväst om nuvarande E18 och järnvägen, Stockholm-Västerås-Bergslagens Järnvägar. Två fasta mindre folkskolor skapades från och med höstterminen 1884, den ena vid Görväln och den andra vid Lövsta. Fram till höstterminen 1885 skedde undervisningen vid Lövsta. Därefter togs det nybyggda skolhuset vid Långabacka i bruk. Långbackaskolan fick sedan barnen från Lövsta rote använda. Lövsta skola upphörde från och med höstterminen 1885 och barnen fick gå till Långbacka skola istället. År 1887 ändrades skolans namn från Långbackaskolan till Veddesta skola. För att tilldela varje skola ett bestämt rekryteringsområde indelades socknen för första gången i skolområden 1885. Skolan i Lövsta skulle flytta mellan Lövsta och Görväln. Undervisningen skulle ske med fyra månader på vardera platsen. Anledningen var att man avvaktade om kommunen skulle köpa in Fjällen till fattigvården. I sådana fall skulle en småskola byggas där också.

## Finansminister Gunnar Strängs gamla skola
Sveriges finansminister Gunnar Sträng (1906-1992) var en av Lövsta skolas elever. I början av 1900-talet gick han och hans syster Edith i Lövsta skola. Gunnar Sträng gick ut den 7-klassiga folkskolan 1920 med högsta betyg i de flesta ämnen.

## Lövsta överfördes till Stockholms kommun 1975
1975 överfördes området Lövsta och som inkluderar Lövsta skola i stadsdelen Hässelby Villastad till Stockholms kommun, som i norr gränsar till Järfälla kommun. Fram till 1975 låg skolan således på mark som tillhörde Järfälla kommun, men då överfördes området till Stockholms kommun. 